# Thuận Thiên (xã)
Tân Phong là một xã thuộc huyện Kiến Thụy, thành phố Hải Phòng, Việt Nam.
Xã Thuận Thiên có diện tích 528 ha, dân số năm 1999 là 9022 người, mật độ dân số đạt 1679 người/km².
Đây là xã có dự án Đường cao tốc Ninh Bình – Hải Phòng đi qua.

## Vị trí địa lý
Xã Thuận Thiên nằm về phía Bắc huyện Kiến Thụy; phía Bắc giáp Sông Đa Độ; phía Đông giáp xã Hữu Bằng, phía Nam giáp xã Kiến Quốc, phía Tây giáp xã An Thái, An Lão. Từ trung tâm xã đến Trung tâm huyện lỵ theo đường 405 dài 5 km.